# Ju Anqi
Ju Anqi (雎安奇, Jū Ānqí, Ürümchi, 1975) és un xinès director de cinema i artista multimèdia. La pel·lícula de Ju, Shi ren chu chai le (2015), es va estrenar mundialment al Festival Internacional de Cinema de Rotterdam de 2015 i la seva estrena asiàtica al 16è Festival Internacional de Cinema de Jeonju, guanyant el premi NETPAC i el gran premi del Concurs Internacional, respectivament. També va guanyar la millor pel·lícula (competició internacional) al 12è ZagrebDox Festival Internacional de Cinema Documental el 2016.

## Vida personal
Ju va néixer a Xinjiang, Xina, el 1975. Els seus dos pares, originaris del sud de la Xina, van ser enviats a Xinjiang com a joves urbà educat durant la Revolució Cultural. El 1999, es va graduar al departament de direcció de l'Acadèmia de Cinema de Beijing.
Ju va dir que la seva "il·luminació artística" provenia de l'escriptor japonès Kōbō Abe i de l'escriptor francès Albert Camus,
i les seves obres estan "influïdes per l'existencialisme".

## Carrera
La inspiració de Ju per a la seva primera pel·lícula, Beijing de feng hen da, ve de Pequín, on viu. Rodada en una pel·lícula que havia caducat durant 8 anys, es va estrenar al 50è Festival Internacional de Cinema de Berlín l'any 2000.
Shi ren chu chai le (2015) es va filmar el 2002 en un viatge de 40 dies per Xinjiang amb només ell (com a director) i un actor (Poeta Shu). A causa d'una disputa d'una dècada amb Shu, va començar a editar el material només el 2013 i el va completar el 2014. Originalment filmat en color amb una càmera DV prestada, va decidir fer-lo en blanc i negre, ja que representa la memòria.

## Filmografia
- Beijing de feng hen da 北京的风很大 (documental, 2000)[8][9]
- Quilts (documental, 2003)
- Nuit de Chine (documental, 2006)
- Happy Birthday! Mr. An (2007)
- Peking Duck (2008)
- Cai hua da dao 采花大道	 (2008)
- Loser and Mao (2013, curtmetratge)
- Paris Party 巴黎派对 (2014)
- Shi ren chu chai le 诗人出差了 (2015)
- Drill Man 钻的人 (2016)